# Dayou Nongchang (bondby i Kina, Liaoning Sheng, lat 40,92, long 121,61)
Dayou Nongchang (kinesiska: 大有农场) är en bondby i Kina. Den ligger i provinsen Liaoning, i den nordöstra delen av landet, omkring 180 kilometer sydväst om provinshuvudstaden Shenyang. Antalet invånare är 13 185. Befolkningen består av 5 975 kvinnor och 7 210 män. Barn under 15 år utgör 12,0 %, vuxna 15-64 år 77 %, och äldre över 65 år 9,0 %.
Runt Dayou Nongchang är det ganska tätbefolkat, med 116 invånare per kvadratkilometer. Det finns inga andra samhällen i närheten. Trakten runt Dayou Nongchang består till största delen av jordbruksmark.
Genomsnittlig årsnederbörd är 839 millimeter. Den regnigaste månaden är juli, med i genomsnitt 194 mm nederbörd, och den torraste är januari, med 7 mm nederbörd.